# Vaughn Shoemaker
Pour les articles homonymes, voir Shoemaker.
Vaughn Shoemaker (11 août 1902-18 août 1991) est un dessinateur américain  ayant travaillé au Chicago Daily News
Né à Chicago, Shoemaker commence sa carrière de dessinateur au Chicago Daily News (1876-1978), alors grand rival du Chicago Tribune (1847). Il reste fidèle au quotidien pendant plus de 20 ans y gagnant au passage deux prix Pulitzer comme meilleur dessinateur éditorialiste en 1938 et 1947. Il passe ensuite au New York Herald Tribune (1924-1966) et collabore aussi au magazine Playboy.
Il livre dans cette dernière revue des dessins plutôt décalés par rapport aux traditionnelles femmes dévêtues de ses collègues dessinateurs. À titre d’exemple on peut voir un chevalier en armure urinant des boulons et des écrous, un bonhomme de neige se suicidant au fer à souder, etc. Dans une certaine mesure on peut dire que Gahan Wilson (1930) reprend en quelque sorte le flambeau de Shoemaker, même si Wilson entre plus souvent dans un univers délibérément fantastique.
On estime qu’il a dessiné dans sa carrière, arrêtée en 1972, plus de 14 000 cartoons.